# Mentaliteitsgeschiedenis
Mentaliteitsgeschiedenis (Frans: histoire des mentalités) is een stroming binnen het historische onderzoek die zich toespitst op mentaliteiten in het verleden. Daarbij gaan mentaliteitshistorici uit van het idee dat het menselijk denken en voelen per periode en groep kan verschillen.
De term mentalité werd voor het eerst gebruikt door Lucien Febvre, de Franse historicus die met Marc Bloch de nieuwe historiografische richting Annaliste begon. Met mentalité werd gepoogd afstand te nemen van de nadruk die door politieke geschiedenis werd gelegd op het idee dat geschiedenis bepaald wordt door rationele beslissingen van koningen en overheden. Daarnaast onderzocht men de verandering van denken, waardoor begrippen en belevingen een andere lading konden krijgen. Het niet onderkennen van de tijdgeest kon misverstanden veroorzaken als historische gebeurtenissen beschreven werden terwijl de begrippen vanuit de huidige betekenis werden benaderd.
Het begrip mentaliteit is niet eenduidig. Er zijn vele definities en omschrijvingen, zoals volgens Mandrou:
Een mentaliteit is eigen aan een groep. Zij bestaat enerzijds uit de voorstellingen die een groep zich maakt van de wereld en van de maatschappij waarin zij leeft, en anderzijds uit collectieve gedragspatronen zoals rituelen, waarin deze voorstellingen worden uitgedrukt en aan volgende generaties overgedragen. Een mentaliteit heeft naast cognitieve ook affectieve componenten. De leden van een groep kunnen deelhebben aan een bij die groep horende mentaliteit zonder dat zij zich daar (geheel) van bewust zijn.
Een vroeg voorbeeld van toegepaste mentaliteitsgeschiedenis was Johan Huizinga met zijn Herfsttij der Middeleeuwen, dat dan ook de ondertitel Studie over levens- en gedachtevormen der veertiende en vijftiende eeuw in Frankrijk en de Nederlanden meekreeg.

## Evolutie van de mentaliteitsgeschiedenis
De Nederlandse historicus Willem Frijhoff heeft getracht de mentaliteitsgeschiedenis in te delen naar haar evolutie door de tijd en onderscheidt de volgende vormen:

### Geschiedenis van de collectieve mentaliteit
Men tracht hierbij het geheel van opvattingen en gevoelens van mensen in het verleden te reconstrueren. Op dit vlak is vooral de Franse mentaliteitshistoricus Michel Vovelle van belang geweest, die onderzoek heeft gedaan naar het belang van bewuste en onbewuste ideeën over bijvoorbeeld de dood in de 18e eeuw. Hij onderscheidt daarbij - naar analogie met een huis - een zolderverdieping (bewuste persoonlijke ideeën, die contradictorisch kunnen zijn), een gelijkvloers (het onbewust collectief geheugen, het einddoel volgens deze opvatting, maar slechts indirect te kennen) en tot slot een kelderverdieping (onbewuste persoonlijke ideeën). Vanuit de zolder en de kelder trachten mentaliteitshistorici dan door te dringen tot het gelijkvloers om de collectieve mentaliteit in een bepaalde periode te kunnen reconstrueren. Belangrijke kenmerken van mentaliteiten zijn volgens deze opvatting het collectieve, vanzelfsprekende en duurzame karakter ervan en de lage bewustheidsgraad bij de mensen zelf.

### Psycho-genetische geschiedenis
De visie op mentaliteitsgeschiedenis als psycho-genetische geschiedenis werd al in 1939 door de Duitse socioloog Norbert Elias in zijn werk Über den Prozeß der Zivilisation. Soziogenetische und psychogenetische Untersuchungen uiteengezet, maar pas opgepikt nadat er een herdruk van was uitgebracht in 1969. Deze visie spitst zich vooral toe op het onderzoeken van de verandering van een mentaliteit. Aldus stelt Elias dat wanneer een staatsvorm of maatschappij verandert (socio-genese), het individu ook verandert (gedrag), wat zorgt voor een automatische verandering van gedachten bij mensen (psycho-genese). Om het in de woorden van Elias zelf te zeggen: "Wat verandert, is de wijze waarop mensen met elkaar te leven hebben; dus verandert hun gedrag; dus verandert hun bewustzijn en hun drifthuishouding als geheel."

### Existentiële of antropologische geschiedenis
De visie op mentaliteitsgeschiedenis als existentiële of antropologische geschiedenis stelt tot doel om onderzoek te doen naar de fundamentele bestaanservaringen die mensen hebben gehad in het verleden. Daarbij houdt men niet enkel rekening met mentaliteiten, maar ook met gedragingen en ideologieën van mensen. Zaken als geboorte en dood of liefde en seksualiteit worden verder uitgewerkt en de nadruk ligt op het gedrag van het menselijk lichaam en de cultuurbepaaldheid van opvattingen van mensen hierop.

## Sleutelwerken (selectie)
- Jacob Burckhardt, Die Kultur der Renaissance in Italien (1860)
- Johan Huizinga, Herfsttij der Middeleeuwen. Studie over de levens- en gedachtevormen der veertiende en vijftiende eeuw in Frankrijk en de Nederlanden (1919)
- Lucien Lévy-Bruhl, La mentalité primitive (1922)
- Norbert Elias, Het civilisatieproces. Sociogenetische en psychogenetische onderzoekingen (1939)
- Richard Cobb, Les armées révolutionnaires. Instrument de la Terreur dans les départements. Avril 1793-Floréal An II (1961-63)
- Jacques Le Goff, De cultuur van middeleeuws Europa (1964)
- Carlo Ginzburg, De kaas en de wormen. Het wereldbeeld van een zestiende-eeuwse molenaar (1976)
- Georges Duby, De drie orden. Het zelfbeeld van de feodale maatschappij, 1025-1225 (1978)
- Robert Darnton, De grote kattenslachting en andere episoden uit de culturele geschiedenis van Frankrijk (1984)
- Michel Vovelle, 1793, la Révolution contre l'Église. De la Raison à l'Être Suprême (1988)
- Alain Corbin, Le miasme et la jonquille: L'odorat et l'imaginaire social, XVIIIe-XIXe siècles (1988)